# Lorenz Hartman
Lorenz Hartman var en svensk guldsmed som var verksam i slutet av 1500-talet och i början av 1600-talet.

## Biografi
Lorenz Hartman kom till Sverige 1582 från Tyskland. Han utförde 1607 arbeten vid Karl IX:s kröning, skänkte 1613 en kalk till Tyska kyrkan och erhöll samma år tullfrihet på att införa guld och silver till Sverige. År 1617 fick han Gustav II Adolfs uppdrag att tillverka ett "bröstesmycke" med diamanter åt Ebba Brahe. Möjligen är det han som har tillverkat Stockholms guldsmedsämbetes boraxfass, utförd i slutet av 1500-talet, då den är märkt med hans initialer och bomärke. Andra kända arbeten av honom är en vinkanna åt Storkyrkan i Stockholm 1595, gravyr och förgyllning på bröst- och ryggstycke på Karl IX:s begravningsrustning 1611 samt en kåsa som finns på Nordiska museet.

### Familj
Hartman gifte sig 1595 med Margareta Pedersdotter Skuthe (1560–1657). Hon var dotter till borgmästaren Peder Eriksson (tre snäckor) och Karin Olofsdotter i Linköping. De fick tillsammans sonen handelsmannen Lorentz Hartman (död 1650) i Stockholm. Efter Hartmans död gifte Margareta Pedersdotter Skuthe om sig med Johan Salvius, en framtida adelsman och riksråd.